# Фратрія (футбольний клуб)
Футбо́льний Клуб Фратрія (болг. Футболен Клуб Фратрия) — болгарський футбольний клуб із міста Варна, який виступає у Третій лізі, третьому дивізіоні системи футбольних ліг Болгарії. Домашній стадіон «Албена 1» вміщує 3000 глядачів.

## Історія
Fratria була заснована у 2021 році бізнесменом Віктором Бакуревичем, власником супермаркетів «Березка», після того, як його син почав займатися футболом. Бакуревич вирішив заснувати академію, яка є вільною від податків, зробивши клубну базу в Бенковскі, провінція Варна.
Вони виграли свій перший сезон у регіональній групі B, а у 2022 році перейшли до регіональної групи A, де Олександр Бабич обійняв посаду менеджера. Оскільки Бакуревич має російське та українське коріння, кілька гравців з Росії та України, які проживають у Болгарії, приєдналися до основної команди та академій. Команда виграла лігу і 29 травня 2023 року забезпечила собі просування до Третьої ліги, і її називають командою, яка найшвидше розвивається, не лише через швидке просування до третьої ліги, а й через розвиток своєї бази та академії. У червні 2023 року команда почала готуватися до свого першого сезону в Третій лізі з наміром виграти групу. У своєму першому кубковому матчі вони зіграли внічию проти місцевої команди «Спартак» Варна, але програли матч 8 вересня 2023 року з рахунком 1:3 5 жовтня 2023 року команда оголосила, що представляє спортивного директора на посаду Емануеля Луканова.

## Досягнення
- А РФГ Варна :
  -  Переможці (1): 2022–23

- Б РФГ Варна :
  -  Переможці (1): 2021–22

## Логотип, спонсор
Назва «Fratria» походить від «Братство», а на логотипі команда має гасло «frater pro fratre», що означає «брат за брата».
| Крапка     | Виробник комплекту | Сорочка партнерська |
| ---------- | ------------------ | ------------------- |
| 2021–тепер | Саллер             | Березка             |

## Гравці

### Поточний склад
Станом на 30 жовтня 2023

| №  | Поз. | Нац.     | Гравець           |
| -- | ---- | -------- | ----------------- |
| 2  | ЗХ   | Болгарія | Івайло Попов      |
| 3  | ЗХ   | Болгарія | Симеон Ніколов    |
| 4  | ЗХ   | Болгарія | Микола Борисов    |
| 5  | ЗХ   | Болгарія | Василь Добрев     |
| 7  | НП   | Україна  | Андрій Лисак      |
| 8  | ПЗ   | Болгарія | Преслав Жеков     |
| 9  | ПЗ   | Болгарія | Денис Кадір       |
| 10 | НП   | Україна  | Данило Полонський |
| 11 | ПЗ   | Сирія    | Акель Фтайє       |
| 14 | ЗХ   | Болгарія | Мартін Костадінов |
| 16 | ЗХ   | Болгарія | Дімітар Василів   |
| 19 | ЗХ   | Болгарія | Ясен Мінчев       |
| 20 | ПЗ   | Болгарія | Івелін Кузьманов  |
| 28 | ЗХ   | Україна  | Саша Филончук     |

| №  | Поз. | Нац.     | Гравець                 |
| -- | ---- | -------- | ----------------------- |
| 33 | ВР   | Болгарія | Мартін Христов          |
| 39 | НП   | Україна  | Денис Васін             |
| 41 | ЗХ   | Болгарія | Ібрям Ібрям             |
| 45 | ЗХ   | Вірменія | Давид Шакарян           |
| 47 | ПЗ   | Болгарія | Радослав Ковачев        |
| 66 | НП   | Болгарія | Василь Андоні (Капітан) |
| 67 | ВР   | Болгарія | Християн Христов        |
| 69 | ПЗ   | Болгарія | Віктор Варбанов         |
| 74 | НП   | Росія    | Михайло Гащук           |
| 77 | ПЗ   | Росія    | Артур Аветисян          |
| 81 | НП   | Україна  | Олексій Мажинський      |
| 88 | ПЗ   | Болгарія | Тодор Кулев             |
| 96 | ВР   | Болгарія | Валентин Димитров       |
| 99 | ПЗ   | Болгарія | Еміль Савов             |

## Персонал
| дати      | Ім'я            | Почесті |
| --------- | --------------- | ------- |
| 2021–2022 | Івайло Станчев  |         |
| 2022–     | Олександр Бабич |         |

## Виступи за сезонами
| Сезон   | Ліга              | Ліга   | Ліга | Ліга | Ліга | Ліга | Ліга | Ліга | Ліга | Ліга | Ліга  | Кубок Болгарії |
| Сезон   | Ліга              | Рівень | П    | В    | Н    | П    | ЗМ   | ПМ   | Різ  | Очки | поз   | Кубок Болгарії |
| ------- | ----------------- | ------ | ---- | ---- | ---- | ---- | ---- | ---- | ---- | ---- | ----- | -------------- |
| 2021–22 | Б Обласна Варна   | 5      | 10   | 9    | 0    | 1    | 29   | 8    | +21  | 27   | 1-й ↑ | DNE            |
| 2022–23 | Регіональна Варна | 4      | 18   | 15   | 2    | 1    | 55   | 10   | +45  | 47   | 1-й ↑ | DNQ            |
| 2023–24 | Третя ліга        | 3      |      |      |      |      |      |      |      |      |       | Попередній     |